# دیافراگم (پیشگیری از بارداری)
دیافراگم یک روش سدی پیشگیری از بارداری است. میزان موفقیت این روش با داشتن ۱۲٪ عدم موفقیت در یک سال متوسط است. دیافراگم پیش از سکس به همراه اسپرم‌کش در بالای گردن رحم قرار داده می‌شود و برای مدت حداقل شش ساعت پس از سکس در گردن رحم باقی می‌ماند. برای قرار دادن آن در داخل دهانه رحم معمولاً به پزشک احتیاج است.
عوارض جانبی دیافراگم کم است. اما ممکن است خطر واژینوز باکتریال و عفونت ادراری را افزایش دهد. اگر بیش از ۲۴ ساعت در داخل مهبل باقی بماند ممکن است باعث سندرم شوک سمی شود. هرچند که استفاده از دیافراگم می‌تواند خطر بیماری‌های آمیزشی را کاهش دهد اما روش مؤثری جهت اینکار به حساب نمی‌آید. دیافراگمها معمولاً از موادی مانند لاتکس، سیلیکون یا لاستیک طبیعی ساخته می‌شوند. دیافراگم‌ها با مسدود کردن دسترسی و حفظ اسپرم اسید در نزدیکی دهانه رحم کار می‌کنند.
دیافراگم‌ها از  حوالی سالهای ۱۸۸۲ مورد استفاده قرار گرفتند. دیافراگم جزوی از فهرست داروهای ضروری سازمان جهانی بهداشت است.